# Silvio Wolf

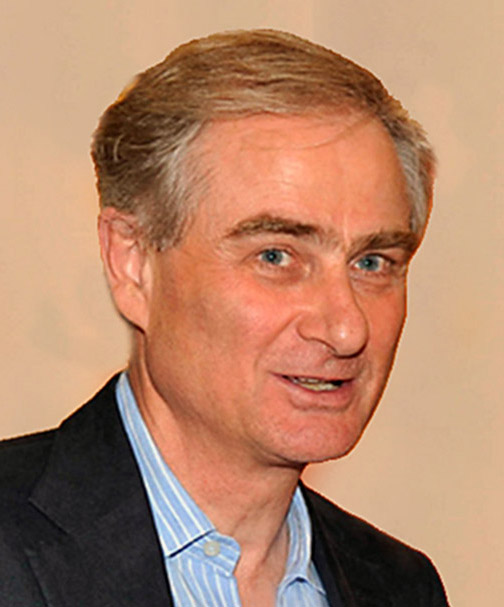
Silvio Wolf

Silvio Wolf (* 1952 in Mailand) ist ein italienischer Fotograf und Installationskünstler.

## Leben und Werk
Silvio Wolf studierte Philosophie und Psychologie in Italien und Fotografie und bildende Kunst in London am London College of Printing. Er lehrt Fotografie an der School of Visual Arts of the European Institute of Design in Milan und ist Gastprofessor an der School of Visual Arts in New York.

„Silvio Wolf zählt zu den wenigen europäischen Künstlern der letzten Generation, die mit den technischen Möglichkeiten der Fotografie neue Bildvorstellungen realisieren. Es sind Bilder, deren Struktur dicht, fremd und zugleich diffus wirken. Die Darstellungen Wolfs nähern sich stets dem Punkt, wo Fotografie nicht länger Wirklichkeit abbildet oder Augenblicke einfängt, sondern die Erforschung der ihr eigentümlichen Bildform und Ausdrucksweise beabsichtigt.“

„Horizons“, „Thresholds“, „Chances“ und „Skylights“ sind bekannte Serien von Silvio Wolf. Die Serie „Horizons/Horizonte“ entstand in den Jahren 2003–2009. Die Bilder basieren auf dem Stück des Rollfilms, das beim Einlegen des Films in die Fotokamera automatisch belichtet wird und später ein Abfallprodukt im Fotolabor ist. „Horizonte“ von Silvio Wolf zeigt deutliche Parallelen zu der Serie „Landschafts-Epiphanie“ (1972/87) von Timm Ulrichs.